# Йорданова алгебра
Йорданова алгебра — (неассоциативная) алгебра над кольцом, в которой справедливы тождества
1. {\displaystyle xy=yx} (коммутативность)
2. {\displaystyle (x^{2}y)x=x^{2}(yx)} (йорданово тождество)

Йордановы алгебры были введены Паскуалем Йорданом в 1933 году для аксиоматизации основ квантовой механики, точнее, для формализации понятия алгебры квантовых наблюдаемых.
Они были изначально названы «r-системы счисления».
Термин йордановы алгебры ввёл Абрахам Альберт в 1946 при систематическом их изучении.

## Примеры
Пусть {\displaystyle A} — ассоциативная алгебра над полем характеристики {\displaystyle \not =2}. Множество {\displaystyle A} с операциями сложения и
йорданова умножения
{\displaystyle a\circ b=(ab+ba)/2}
образует алгебру {\displaystyle A^{+}}, которая является йордановой. Такие алгебры называются специальными йордановыми алгебрами.